# O Cavaleiro Insone
O livro O Cavaleiro Insone (no original peruano El Jinete Insomne) é uma obra da literatura latino-americana do escritor peruano Manuel Scorza. Ele é o terceiro volume do ciclo de cinco baladas intitulada "A guerra silenciosa" (La guerra silenciosa).

## Sobre o livro
Como nos dois últimos volumes do seu ciclo novelístico, Manuel Scorza acrescenta toques de humor e fantasia para sua crônica das insurreições camponesas nos Andes. O romance descreve os últimos meses na vida de Raymundo Herrera, e se concentra em sua tentativa de reacender o espírito de rebelião em seus companheiros de índios. Embora o cavaleiro insone diz que não pode fechar os olhos até que o campesinato peruano dos Andes Centrais consigua vencer sua luta para recuperar a posse de suas terras, ele morre sem ver seu desejo realizado. Missão de Herrera é tomada por Agapito Robles, o protagonista da próxima novela.